# Іґнацій Ледуховський
Ігнацій Гілярій Ледуховський (пол. Ignacy Hilary Ledóchowski; 13 січня 1789 — 29 березня 1870) — польський шляхтич, військовик, бригадний генерал, граф.

## Біографія
Народився 13 січня 1789 в селі Крупа під Луцьком. Представник польського шлятетського роду Ледуховських українського походження, гербу «Шалава». Другий син  королівського придворного Антонія Бартоломея Ледуховського (1755–1835) і Юліанни Островської. У 1794 році після придушення повстання Костюшка Ігнацій разом з батьками переїхав з Волині на Сандомирщину, де родина поселилася в місті Оссоліні. 
Навчався в Терезіанській академії у Відні та Академії інженерних наук (спеціалізація — артилерія). З 1808 року в ранзі поручника служив у піхотному полку австрійської армії. У 1809 році брав участь у Війні п'ятої коаліції проти наполеонівської Франції. У битві біля Регенсбурга потрапив у полон до французів. Після обміну полонених служив у 4-му гусарському полку, потім пішов у відставку.
У 1810 році Ігнацій Ледуховський вступив до армії Варшавського Великого герцогства в ранзі лейтенанта, служив у кінній артилерії. У вересні 1811 року став інженером військового гарнізону Гданська. Перед кампанією 1812 року повернувся на службу в артилерію. Під час російської кампанії Наполеона служив у ранзі капітана в X-у корпусі маршала Макдональда. Під час відступу французької армії з Росії 3 січня 1813 року був важко поранений у ногу, яку згодом ампутували. У червні 1813 року під час оборони Гданська нагороджений Хрестом Почесного легіону. У Кенігсберзі потрапив у полон до росіян.
Після звільнення з полону, незважаючи на інвалідність, у 1815 році прийнятий до складу армії Королівства Польського. У 1819 році отримав у володіння від свого батька маєток Оссолінських. У 1827 році у званні полковника призначений командувачем варшавського королівського арсеналу.
У 1830 році Ігнацій Ледуховський взяв участь у Листопадовому повстанні в Царстві Польському проти російського панування. У листопаді наказав відкрити для повсталих городян королівський арсенал у Варшаві, потім був призначений бригадним генералом і командувачем гарнізону в фортеці Модлин. Двічі (у березні та вересні) відхилив ультиматуми російського командування про здачу фортеці. 9 жовтня 1831 року після перетину прусського кордону великими загонами повстанців Ледуховський здав фортецю Модлин російській армії.
Після придушення повстання бригадний генерал Ігнацій Ледуховський залишився в Королівстві Польському і проживав в Оссоліні. Відмовився від пенсії. У 1833 році після смерті своєї дружини продав маєток Оссолінських і оселився у Варшаві. У 1836 році був присутній на коронації австрійського імператора Фердинанда I на престол Чехії. З 1839 року разом з дітьми протягом декількох років проживав у Мюнхені, потім у Санкт-Петербурзі. У 1845 році отримав графський титул[який?]. У 1855 році оселився в монастирі домініканців у Клімонтуві, де пізніше помер і був похований.